# Гоч (журнал)
«Гоч» — ежемесячный независимый литературно-художественный журнал, издаваемый в Грозном. Издавался 2004 по 2006 год, в 2017 году возобновлён. Главный редактор чеченская поэтесса Петимат Петирова, первый заместитель главного редактора журнала «Гоч» Люба Арсалиева. Издаётся на чеченском языке.

## История
В 2004 году в Грозном вышел в свет первый номер литературно-художественного журнала «Гоч», в котором были опубликованы переводы на чеченский язык произведений известных российских и зарубежных авторов. Главным редактором журнала на тот момент был известный чеченский поэт и журналист Лёма Ибрагимов. В первый номер журнала вошли стихи Ахматовой, Цветаевой, Байрона и Киплинга.

Если мы будем печатать здесь — у нас же все разрушено — нужно и здесь способствовать развитию печати. Худо-бедно, пусть учатся, другого выхода нет— Лема Ибрагимов

У меня девочка ходит в первый класс, она учит родной язык. У неё есть букварь, есть и абат — это азы. Я не могу ей ничем помочь, потому что она лучше меня владеет языком— Роза Данхигова
Журнал был закрыт в 2006 году в целях оптимизации и повышения эффективности работы структурных подразделений, подведомственных министерству Чеченской Республики по национальной политике, печати и информации.
В 2017 году с идеей возобновления проекта выступила чеченская поэтесса Петимат Петирова, она же теперь является главным редактором журнала. Презентация прошла в актовом зале Дома печати.
В мероприятии приняли участие представители творческой интеллигенции, депутаты парламента Чеченской республики, сотрудники Минпечати, студенты вузов и журналисты.
Обновленный журнал «Гоч» вышел тиражом в 999 экземпляров. Периодичность выхода издания — один раз в месяц.